# Cryptophilharmostes merkli
Cryptophilharmostes merkli är en skalbaggsart som beskrevs av Alberto Ballerio 2005. Cryptophilharmostes merkli ingår i släktet Cryptophilharmostes och familjen Hybosoridae. Inga underarter finns listade i Catalogue of Life.